# Saint-André-de-Lidon
Saint-André-de-Lidon ist eine westfranzösische Gemeinde mit 1220 Einwohnern (Stand 1. Januar 2022) im Département Charente-Maritime in der Region Nouvelle-Aquitaine.

## Lage
Saint-André-de-Lidon liegt am Oberlauf der Seudre in der alten Kulturlandschaft der Saintonge etwa 20 Kilometer (Fahrtstrecke) südwestlich von Saintes bzw. etwa 19,5 Kilometer westlich von Pons. Der Hauptort des Gemeindeverbands, Gémozac, liegt etwa zehn Kilometer südöstlich.

## Bevölkerungsentwicklung
| Jahr      | 1968 | 1975 | 1982 | 1990 | 1999 | 2006 | 2016 |
| Einwohner | 773  | 789  | 795  | 810  | 846  | 888  | 1104 |

Im 19. Jahrhundert lagen die Einwohnerzahlen stets deutlich über 1000; danach sorgte die Reblauskrise im Weinbau und die Mechanisierung der Landwirtschaft für einen stetigen Rückgang. Aufgrund der relativen Nähe zu den Städten Saintes und Pons und der vergleichsweise günstigen Miet- und Grundstückspreise ist die Bevölkerungszahl von Saint-André in den letzten Jahren wieder leicht gewachsen.

## Wirtschaft
Landwirtschaft und Weinbau bestimmen seit Jahrhunderten das Wirtschaftsleben des Ortes, der daneben auch als Handwerks-, Dienstleistungs- und Handelszentrum für die kleinen Dörfer und Einzelgehöfte im Umland fungierte. Die Böden der Gemeinde gehören zum Anbaugebiet der Fins Bois des Weinbaugebietes Cognac, doch wird auf vielen Ackerflächen auch Getreide (Weizen, Mais) angebaut. Seit den 1980er Jahren ist der Tourismus (Vermietung von Ferienwohnungen) als Einnahmequelle hinzugekommen.

## Geschichte
Zur Geschichte von Saint-André liegen kaum Informationen vor. Die romanische Kapelle, der Überrest eines einstmals viel größeren Kirchenbaus lässt jedoch darauf schließen, dass der Ort bereits im Mittelalter existierte. Die Grundherrschaft lag in den Händen des Priorates von Saint-Eutrope in Saintes. Ob der Ort bereits im Hundertjährigen Krieg (1337–1453) in Mitleidenschaft gezogen wurde, ist nicht überliefert, doch während der Hugenottenkriege (1562–1598) wurde die Kirche des Ortes weitgehend zerstört.

## Sehenswürdigkeiten

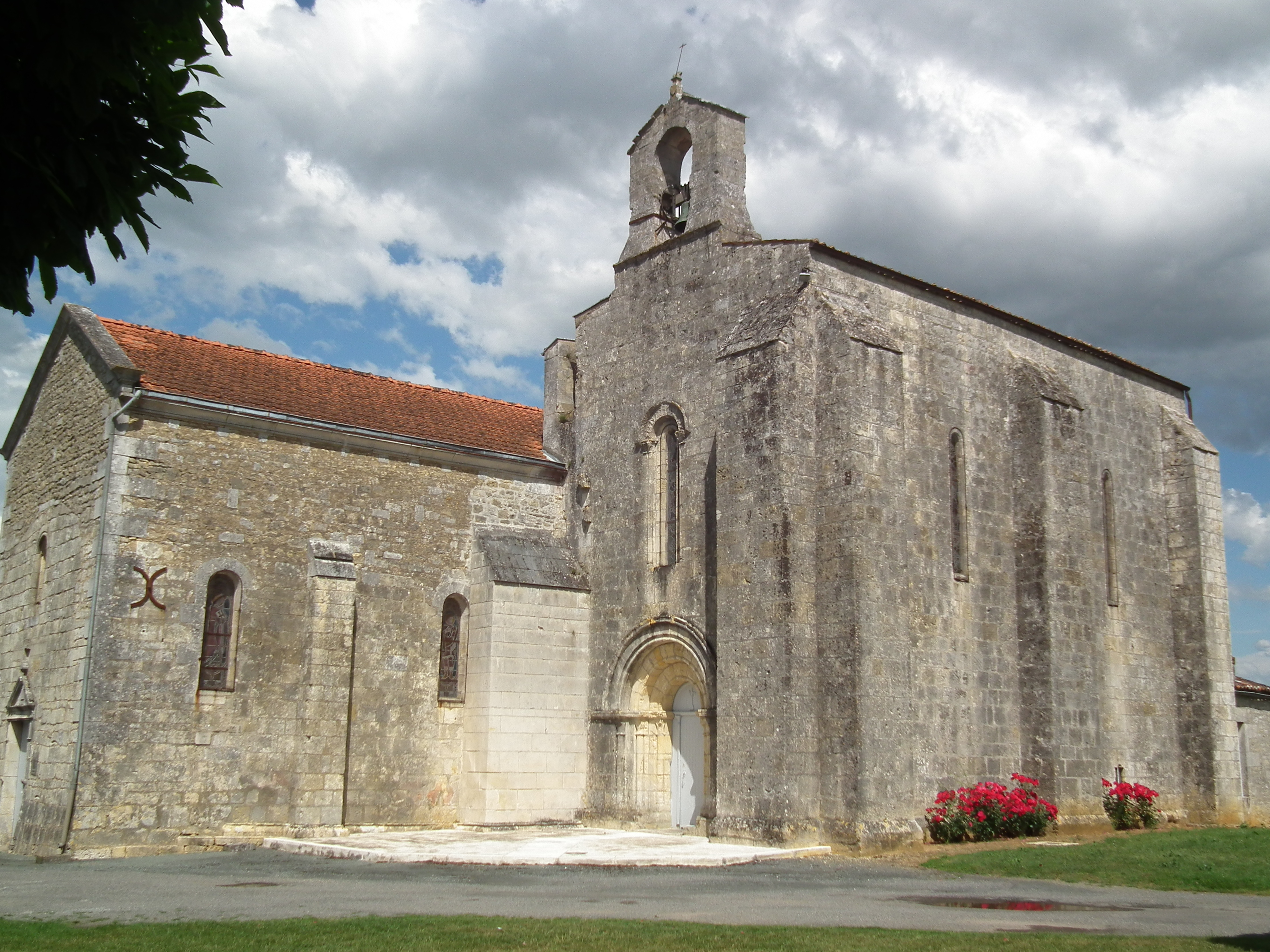
Kirche Saint-André

- Die Pfarrkirche Saint-André ist ein Bau des 12. Jahrhunderts, der zum Besitz des Priorats von Saint-Eutrope in Saintes gehörte. Während der Religionskriege in der zweiten Hälfte des 16. Jahrhunderts wurde der Kirchenbau jedoch nahezu völlig zerstört – nur die südlichen Seitenkapelle, in der sich auch eine mittelalterliche Krypta mit primitiv anmutenden Kopfkapitellen befindet, blieb erhalten. Im 17. Jahrhundert entstand auf der Nordseite der Kapelle ein weitgehend schmuckloser und eher unscheinbar wirkender Neubau und die alte Kapelle erhielt einen kleinen Glockengiebel. Der Kirchenbau ist seit 1943 als Monument historique[1] anerkannt.
- Der Jardin botanique de Deau ist ein Blumenparadies mit allein über 20 Rosensorten; doch finden sich auf dem Gelände auch ein Gemüse- und Kräutergarten wie auch eine Obstwiese.
- Ein Museum (Musée d’Hier et d’Avant Hier) widmet sich der Regionalgeschichte des Ortes und der gesamten Saintonge.

## Persönlichkeiten
- Paul-Marie Tonnellier (1886–1977) war über 51 Jahre lang Gemeindepfarrer von Saint-André-de-Lidon. Seine ausgiebigen Studien zu den romanischen Kirchen der Saintonge fanden auch in Fachkreisen Beachtung. Er verfasste überdies ein Werk zur Ortsgeschichte, welches auf Kosten der Gemeinde im Jahr 1988 gedruckt wurde; ein Exemplar liegt im Rathaus aus.